# Krishna Das
Krishna Das, cuyo nombre verdero es Jeffrey Kagel, nació el 31 de mayo de 1947 en Long Island, Nueva York, Estados Unidos) es un cantante, compositor y productor estadounidense, conocido por sus interpretaciones de música devocional hindú, en el estilo musical conocido como Kirtan, significa (canto de los nombres de Dios). Con ocho discos editados desde 1996, Das es el más conocido por su interpretación y por su estilo musical de kirtan en Estados Unidos. También por su estilo se hace a él comor el "Rockstar del Yoga".

## Biografía
Krishna Das viajó a la India en agosto de 1970 para encontrarse con el gurú de Ram Dass, llamado Neem Karoli Baba, popularmente llamado Maharaj -ji. Krishna Das, ha estudiado antiguas prácticas de meditación de la India, como el Bhakti Yoga, dentro del hinduismo conocido como yoga de devoción, actualmente se dedica a la música y la enseñanza. Ha grabado varios CDs, viajó por todo el mundo ofreciendo una serie de giras de conciertos de espectáculos y enseñanzas, a veces junto con Ram Dass. En los últimos años, también se ha llevado a menudo, talleres de combinación con los principales maestros de meditación como Sharon Salzberg . También ha ofrecido talleres con el maestro de yoga, Dharma Mittra. En la India, visitó a Rishikesh, para practicar yoga y meditación.
Krishna Das es uno de los intérpretes del género kirtan más populares en Estados Unidos. Otros artistas que trabajaron dentro de este género incluyen a Bhagavan Das, Jai Uttal, Ragani, Sean Johnson and The Wild Lotus Band, Shyamdas, Lokah Music, Wah!, Deva Premal, Girish, Shantala, David Newman y Phil Collins.

## Invocación Anusara Yoga
Krishna Das compuso melodías para la invocación de Anusara Yoga, "Om Nama Shivaya gurave," a petición de John Friend, fundador de la Anusara Yoga. Uno de sus mejores amigos, que describe esta composición como algo ocurrido durante una noche de verano, en un centro de retiro de una montaña aislada en Utah en 1998.

## Discografía
- 1996: One Track Heart
- 1998: Pilgrim Heart
- 2000: Live... on Earth
- 2001: Breath of the Heart
- 2003: Door of Faith
- 2005: All One
- 2006: Gathering in the Light with Baird Hersey & Prana
- 2007: Flow of Grace: Chanting the Hanuman Chalisa, Sounds True
- 2008: Heart Full of Soul
- 2010: Heart as Wide as the World
- 2012: Live Ananda
- 2014: Kirtan Wallah

## Obras
- Flow of Grace: Chanting the Hanuman Chalisa, Sounds True, 2007. 100 pages. ISBN 1-59179-551-6.
- Chants of a Lifetime: Searching for a Heart of Gold, by Krishna Das. Hay House, Inc, 2010. ISBN 1-4019-2022-5. (Memoir)